# C. M. Frank
C. M. Frank ist ein ehemaliger Schneiderbetrieb und k.u.k Hof- und Kammerlieferant in Wien.

## Geschichte
Carl Moritz Frank gründete 1838 seinen Betrieb. 1874 wurde er zum k.u.k. Hoflieferanten ernannt, später übernahm sein Sohn Carl Frank junior das Unternehmen. Frank fertigte die Zivilanzüge für den Kaiser an. Zu den Kunden von C. M. Frank gehörten Kronprinz Rudolf von Österreich-Ungarn, die Brüder von Kaiser Franz Joseph I. Erzherzog Karl Ludwig und Erzherzog Ludwig Viktor und der hohe Adel. C. M. Frank war auch Hoflieferant des Prince of Wales, des Königs von Italien, Kaiser Napoléon III. von Frankreich, König Milan von Serbien und die Königshöfe von Schweden, Spanien, Bayern, Preußen, Russland, Rumänien, Bulgarien, Griechenland, Serbien, und Montenegro. Insgesamt waren es nicht weniger als 55 Hof- und Kammertitel die C. M. Frank im Laufe seiner Existenz ansammelte.
Der kinderlose Carl Frank junior konnte 1914 mit seinem Geld drei Millionen Goldkronen für die Errichtung eines Kinderspitals, der "C.M. Frank Kinderspitalsstiftung" in Lilienfeld, stiften.
Später wurde der Betrieb vom Zuschneider Franz Thylman weitergeführt.
Der Erste und vor allem der Zweite Weltkrieg brachten dem Unternehmen schwere Zeiten. Die Sowjets machten 1953 das Haus direkt neben dem Hotel Imperial, in dem sich das Geschäft befand, zur Kommandantur. Die Schneiderei musste in den 4. Bezirk ziehen an der Argentinierstraße. 1963 wurde es vom Oberösterreicher Rudolf Niedersüß aufgekauft. 1976 beteiligte er sich an Kniže & Comp. und fusionierte die Unternehmen.

Logo von Niedersuesz – vormals C. M. Frank

Bernhard Niedersüß, der Sohn von Rudolf Niedersüß, hatte die Namensrechte übernommen und nachdem er über 14 Jahre bei Kniže gearbeitet hat, sein eigenes Atelier 2007 an der Annagasse 1 im 1. Bezirk eröffnet. Mit dem Namen „Niedersuesz - vormals C. M. Frank“ soll der alte Name wiederbelebt werden. Niedersuesz bietet komplette Herrenausstattung „aus eigenem Hause“ an.